# Семенівка (Баштанський район)
Семені́вка — село в Україні, у Березнегуватській селищній громаді Баштанського району Миколаївської області. Населення становить 142 особи.

## Історія
Засноване у 1767 році. Станом на 1886 рік у селі Любомирської волості Херсонського повіту Херсонської губернії, мешкало 214 осіб, налічувалось 38 дворових господарств, існувала лавка.